# مرضیه فیضی
مرضیه فیضی جزی (زاده ۲ فروردین ۱۳۸۰ در اصفهان) بازیکن تیم فوتبال زنان تومیریس توران قزاقستان FC Turan است. او سابقه حضور در تیم‌های فوتبال زنان ذوب آهن و سپاهان اصفهان را در کارنامه خود دارد.

## زندگی‌نامه
«در کنار پدرم موسی فیضی در زمین‌های ورزشی بودم و از همان زمان عاشق فوتبال شدم»

در مصاحبه با خبرگزاری برنا
مرضیه فیضی (زاده ۲ فروردین ۱۳۸۰ در اصفهان) بازیکن تیم فوتبال تومیریس توران قزاقستان است. فیضی فوتبال خود را از شش سالگی زیر نظر پدرش شروع کرد.
وی کار خود را در فوتسال ادامه داد و از آنجا برای شرکت در مسابقات استانی و پس از آن کشوری انتخاب شد. فیضی سال ۹۰ برای فستیوال چمن برگزیده شد و برای تیم ملی زیر ۱۴ سال به میدان رفت.

## حرفه
مرضیه فیضی در ۱۲ سالگی به تیم بزرگسالان صنعت پیروزی نجف آباد به سرمربیگری سمیه شهبازی در لیگ یک پیوستو پس از آن به تیم ملی زیر ۱۶ سال دعوت شد.
این بازیکن اصفهانی دو فصل به عضویت باشگاه فوتبال زنان ذوب آهن درآمد.
مرضیه فیضی در پست دفاع راست تیم تومیریس توران قزاقستان مشغول به فعالیت بود و به عنوان بازیکن تیم ملی زیر ۱۹ سال نیز شناخته می‌شود.